# 우미시바우라역
우미시바우라역(일본어: 海芝浦駅、うみしばうらえき)은 일본 가나가와현 요코하마시 쓰루미구에 있는, 동일본 여객철도의 철도역이다. 쓰루미 선 시바우라 지선의 시종착역이다.
신시바우라 역에서 우미시바우라 역까지의 선로와 우미시바우라 역사의 부지는 도시바 그룹의 사유지이며, 도시바 그룹 사원 및 관계자만 우미시바우라 역에서 열차를 이용할 수 있다. 이 외의 일반인이 열차를 타고 왔다면 무조건 되돌아가야 한다.

## 역 구조
단식 1면 1선 구조의 지상역이다. 간이 개찰기에서 스이카 및 제휴 교통카드의 사용이 가능하다.

## 역세권 정보

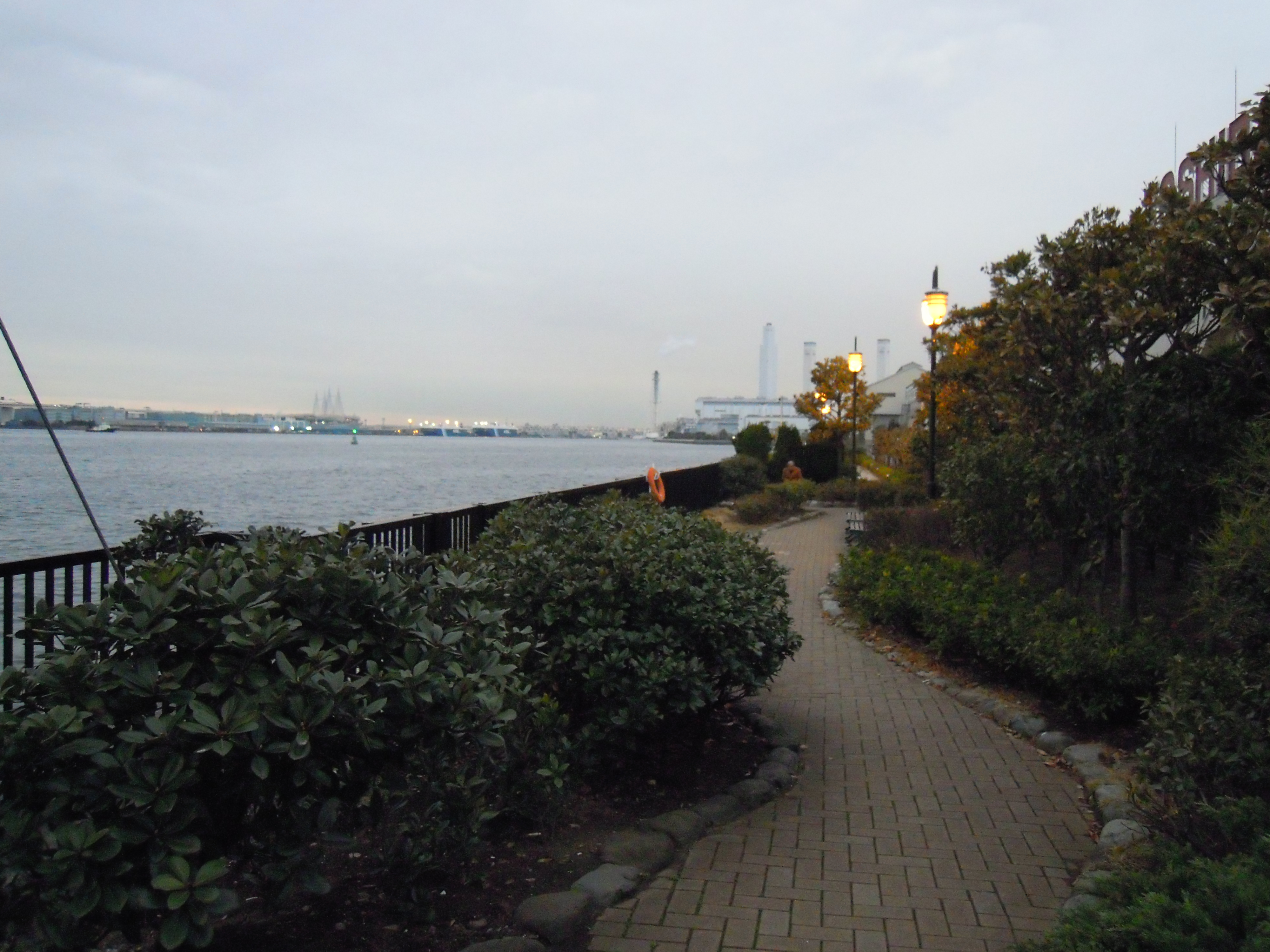
우미시바 공원

- 도시바 게이힌 사업소
- 역사와 승강장 사이의 출입구를 통해 도시바 게이힌 사업소가 운영하고 있는 우미시바 공원으로 들어갈 수 있다. 공원은 대합실 및 직원들의 휴식 공간 구실을 하고 있으며, 오전 9시부터 오후 8시 30분까지 개방한다.

## 역사
- 1940년 11월 1일 - 쓰루미 임항철도의 역으로 개업하였다.
- 1943년 7월 1일 - 국유화에 따라 일본국유철도의 소속이 되었다.
- 1987년 4월 1일 - 민영화에 따라 동일본 여객철도의 소속이 되었다.
- 2002년 3월 22일 - 스이카의 사용이 가능해졌다.

## 인접역
| 동일본 여객철도 쓰루미 선 우미시바우라 지선 | 동일본 여객철도 쓰루미 선 우미시바우라 지선 | 동일본 여객철도 쓰루미 선 우미시바우라 지선 |
| ------------------------------------------- | ------------------------------------------- | ------------------------------------------- |
| JI 51 신시바우라 쓰루미 방면                | 쓰루미 선 우미시바우라 지선                 | 시·종착역                                   |